# Oberamt Karlsruhe
Das Oberamt Karlsruhe war eine von 1721 bis 1809 bestehende Verwaltungseinheit in der Markgrafschaft und dem aus ihr über das Kurfürstentum hervorgegangenen Großherzogtum Baden. Nach mehreren Verwaltungsreformen liegt sein Gebiet teilweise im Stadtkreis Karlsruhe, der Rest im ebenfalls baden-württembergischen Landkreis Karlsruhe.

## Lage
Der Amtsbezirk erstreckte sich in der Oberrheinischen Tiefebene über das unmittelbare und weiter nördlich gelegene Umland Karlsruhes zwischen Rhein im Westen und Hardtwald im Osten. Es umfasste den Unterlauf der Alb und reichte im Norden bis zu dem der Pfinz.

## Geschichte
Bereits wenige Jahre nach der Gründung von Karlsruhe 1715 waren die Orte im Umfeld der neuen Residenz 1721 in einem gemeinsamen Verwaltungsgebiet zusammengefasst worden. Dieses Oberamt umfasste neben der Stadt drei schon länger bestehende Ämter:
- Das Amt Mühlburg mit der Stadt Mühlburg, Knielingen, Welschneureut, Teutschneureut, Eggenstein, Schröck, Linkenheim, und Hochstetten.
- Das Amt Graben mit Graben, Liedolsheim, und Rußheim.
- Das Amt Staffort mit Staffort, Spöck, und Friedrichstal.

Das Oberamt überstand den Übergang zum Großherzogtum Baden in napoleonischer Zeit weitgehend unverändert. 1803 kam Rüppurr vom Amt Ettlingen hinzu, dafür gingen Spöck und Staffort an das Oberamt Durlach. 1809 wurde das Oberamt Karlsruhe aufgelöst. Karlsruhe wurde als Stadtamt mitsamt Schloss Gottesaue und Klein-Karlsruhe eigenständig. Das neu gegründete Landamt Karlsruhe übernahm Mühlburg, Eggenstein, Friedrichstal, Hochstetten, Knielingen, Linkenheim, Rüppurr, Schröck sowie Welsch- und Teutschneureut. Liedolsheim und Rußheim gingen an das Amt Philippsburg, Graben an das neue Stadt- und Erste Landamt Bruchsal.
1864 wurden Stadt und Umland erneut in einem gemeinsamen Bezirksamt Karlsruhe vereinigt. Nachdem es über Jahrzehnte in seinem Umfang weitgehend unverändert geblieben war, wurden ihm zwischen 1924 und 1937 zahlreiche Gemeinden aufgelöster Bezirksämter angeschlossen. Mit Inkrafttreten der Landkreisordnung vom 24. Juni 1939 wurde Karlsruhe als Stadtkreis wieder eigenständig, der Rest bildete den Landkreis Karlsruhe.

## Leiter der Verwaltung
Die Leitung der Verwaltung als Obervogt hatten inne:
- 1717–1718: Johann Beckh von und zu Wilmendingen
- 1718–1724: Johann Christian von Güntzer
- 1724–1736: Wilhelm Friedrich Schilling von Cannstadt
- 1736–1752: Johann Heinrich Wielandt
- 1752–1758: Eberhard August von Gemmingen
- 1758–1781: Johann Christoph Friedrich Schenk von Schmidtburg
- 1781–1790: Carl Ludwig von Schwarzenau
- 1791–1804: Ludwig von Wollwarth
- 1804–1809: Friedrich Wilhelm Preuschen